# Ajinomotostadion
Het Ajinomotostadion is een multifunctioneel stadion in Chofu, een Japanse stad in in de prefectuur Tokio. Het stadion draagt de naam van een bedrijf (Ajinomoto Co., Inc.). Het stadion werd geopend in maart 2001 en er kunnen ruim 50.000 toeschouwers in. In het stadion worden vooral voetbal- en rugbywedstrijden gespeeld. Het stadion wordt door de voetbalclubs Tokyo Verdy en FC Tokyo gebruikt voor hun thuiswedstrijden. Ook worden er concerten gehouden. Het stadion ligt sinds 2017 direct ten zuidoosten van de toen gebouwde Musashino Forest Sports Plaza, beide ten zuiden van het vliegveld van Chofu. Het stadion wordt omgeven door het Musashinonomoripark.

## Internationale toernooien
In december 2017 werd dit stadion gebruikt voor wedstrijden op het mannentoernooi van het Oost-Aziatisch kampioenschap voetbal. In totaal zijn er 6 wedstrijden die hier worden gespeeld. (In 2010 werd in dit stadion ook een wedstrijd gespeeld.) In 2019 werden in dit stadion wedstrijden gespeeld voor het wereldkampioenschap rugby, dat plaatsvond in Japan van 20 september tot en met 2 november 2019. Oorspronkelijk een jaar later, uiteindelijk twee jaar later werden er in dit stadion voetbalwedstrijden gespeeld tijdens de Olympische zomerspelen.